# 아르테나
아르테나(이탈리아어: Artena)는 이탈리아 라치오주 로마현에 위치한 코무네다. 사코 강의 계곡이 내려다 보이는 라피니 산의 북서쪽에 위치해있다.
경제는 농업과 축산업, 관광업에 기반을 두고 있다.